# Kasteel Clemenswerth
Het Kasteel Clemenswerth (Duits Schloss Clemenswerth) is van oorsprong een jachtslot in de buurt van de plaats Sögel in de Duitse deelstaat Nedersaksen. Het werd gebouwd in 1737–1747 naar een ontwerp van de architect Johann Conrad Schlaun in opdracht van Clemens August I van Beieren
Rondom het slot staan acht paviljoens in een cirkel. Het geheel, inclusief het park, vormt een concentrisch patroon, een soort ster,  met het hoofdgebouw als middelpunt; de Duitse cultuurhistorische term hiervoor is : Jagdstern (Nederlands: sterrenbos).  Een van de acht paviljoenen is ingericht als kerk. Sinds de aankoop door de overheid van de hertogen van Arenberg in 1972 zijn het slot en de paviljoens in gebruik als het Emslandmuseum Schloss Clemenswerth. Thema's van dit museum zijn o.a. de geschiedenis van de jacht; de geschiedenis van het wonen in de streek Emsland; het leven in het kasteel, ook beschouwd vanuit de optiek van dienstpersoneel; de geschiedenis van het kasteel zelf en van de adellijke families, die het bewoonden.

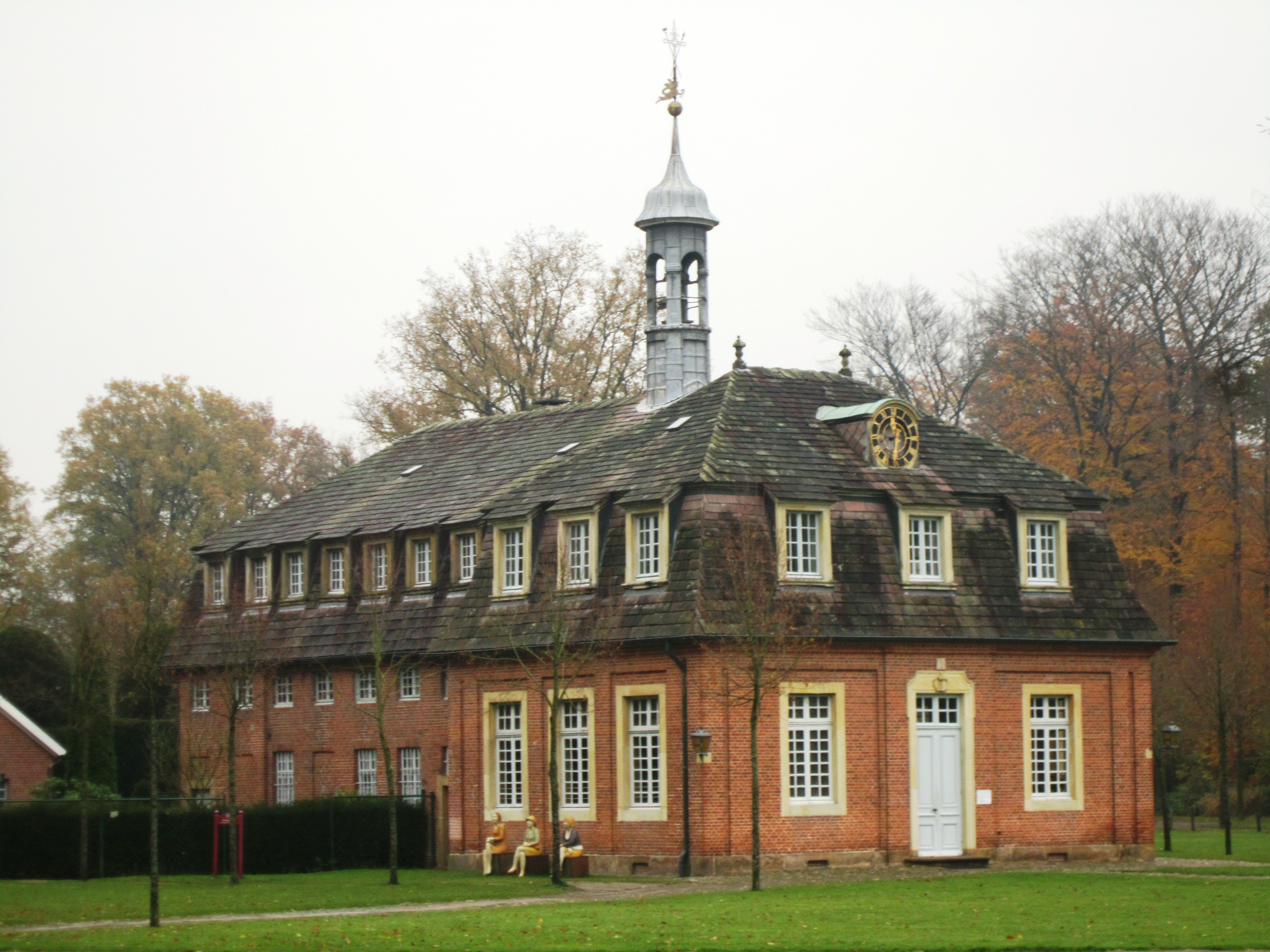
De kerk van Kasteel Clemenswerth
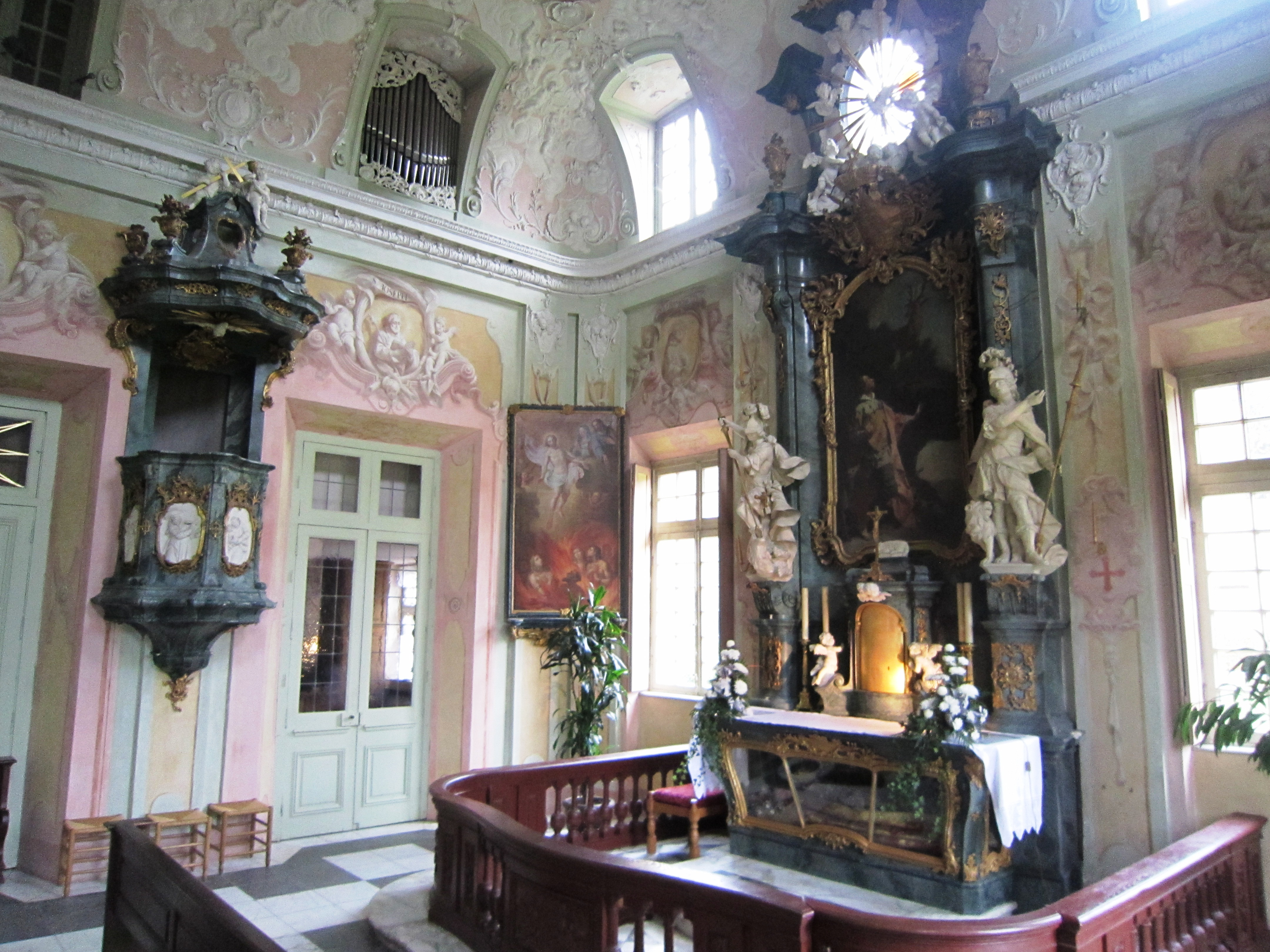
Binnen in de kerk
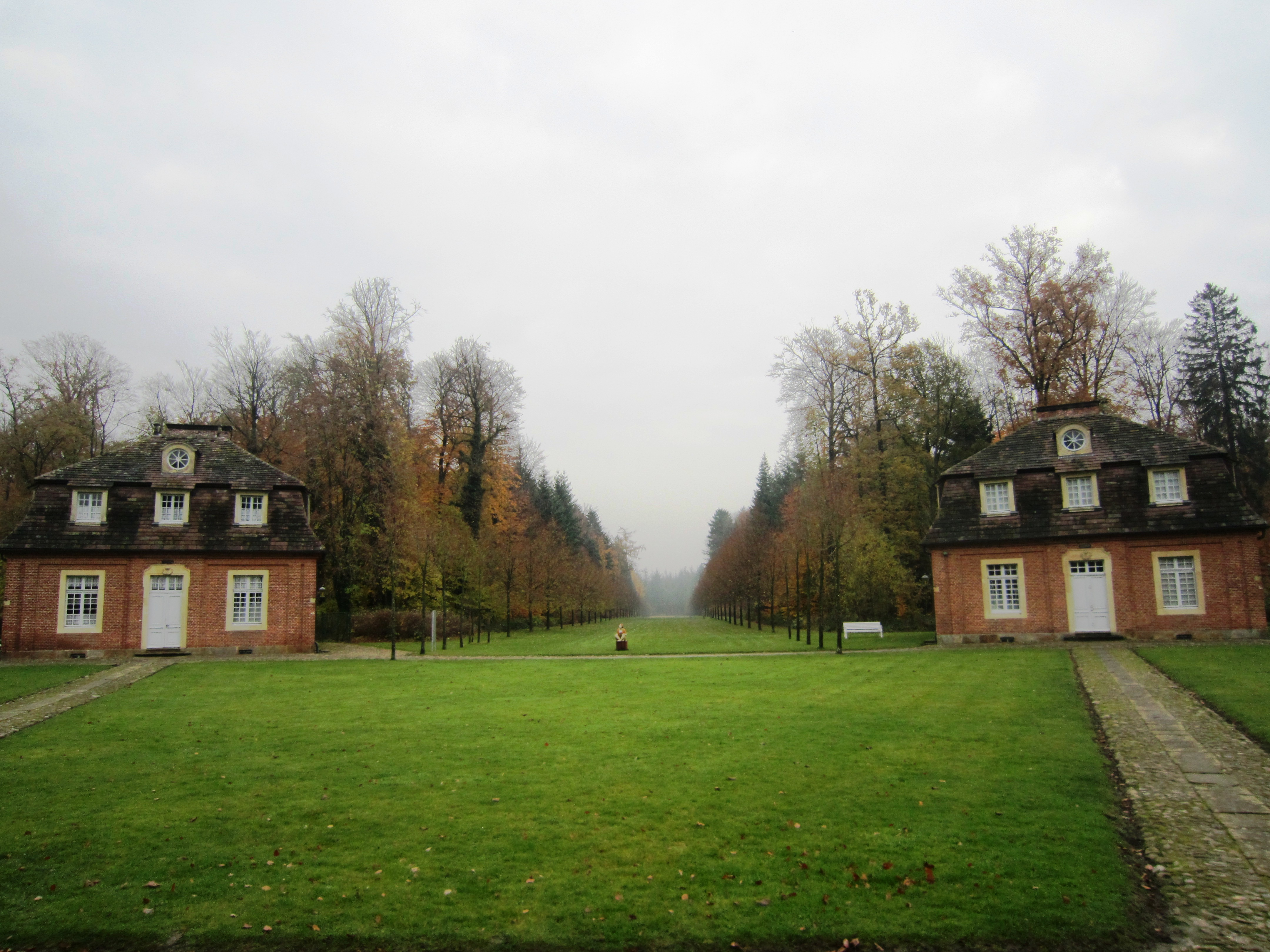
2 van de 8 paviljoenen